# أحمد هارون (ممثل)
أحمد هارون (9 مايو 1978 -) ممثل مصري.

## حياته ومسيرته
درس بكلية السياحة والفنادق، ثم اتجه للعمل عارض أزياء والإعلانات واستمر بهذا المجال لمدة سـتة سـنوات – ثم عمل موديلاً وشارك في العديد من الكليبات الغنائية منها كليب (تصـور) للفنانة المطربة أصالة. كانت بدايته في التمثيل في فيلم سهر الليالي بعدما عرض عليه المخرج هاني خليفة والسيناريست تامر حبيب المشاركة فيه، تلاه فيلم فرح.

## أهم الأعمال السـينمائية[5]
- سهر الليالي (2003).
- فرح (2004).
- بحبك وبموت فيك (2005).
- أشتاتاً أشتوت (2006).
- 90 دقيقة (2006).
- بالعربي سندريلا (2006).
- خمس نجوم (2007)
- سبوبة 2012
- شباب أون لاين
- بحبك وأموت فيك (2002)
- قلب أسود (2018)

## أهم الأعمال التلفزيونية
- الظاهـر بيبـرس - 2004
- حق مشروع - 2007
- قلب ميت - 2008
- أدهم الشرقاوي
- جذور - 2013
- السائرون نياما
- سارق الايام - 2014
- أم الصابرين - 2012
- طعم الحياة - 2017

## وصلات خارجية
- أحمد هارون على موقع IMDb (الإنجليزية)
- أحمد هارون على موقع الدهليز
- أحمد هارون على موقع قاعدة بيانات الأفلام العربية